# Rubin Carter

Rubin Carter

Rubin "Hurricane" Carter, född 6 maj 1937 i Clifton, New Jersey, död 20 april 2014 i Toronto, Ontario, var en amerikansk boxare (mellanvikt) under 1960-talet. Han är känd för att ha frikänts från tre mord efter att ha avtjänat 19 år i fängelse.

## Biografi
Carter föddes i Clifton, New Jersey och växte upp i Paterson, New Jersey. År 1954 rymde han från en ungdomsvårdsskola och tog så småningom värvning i amerikanska armén. Där ställdes han inför krigsrätt inte mindre än fyra gånger, innan han 1956 fick avsked på grund av bristande duglighet. Han hade under den här tiden börjat intressera sig för boxning. Under det fängelsestraff han avtjänade på Rahway State Prison, efter en dom på 4 år för grovt rån och grov misshandel, lärde han sig sporten så väl att han vid frigivningen 1961 blev professionell.
Efter segern mot Holley Mims den 22 december 1962 gick Carter upp på den tiobästalista över mellanviktare, vilken regelbundet publicerades i Ring Magazine. På grund av sin aggressiva stil i ringen hade Carter nu fått tillnamnet Hurricane Carter. 1963 vann han 5 matcher och förlorade 2. Hans seger mot senare världsmästaren Emile Griffith, placerade Carter som förste utmanare till världsmästartiteln. Han mötte dåvarande världsmästaren, Joey Giardello, i en titelmatch 14 december 1964 i Philadelphia och förlorade ett domslut efter 15 ronder.
Efter att under tiden ha sjunkit till plats nio på boxningens världsrankning, och efter att ha undgått åtal för de skott han avlossade med en revolver i samband med en match i London, greps Carter i juni 1966 misstänkt för ett trippelmord på restaurangen Lafayette Grill i centrala delarna av hemstaden Paterson. Trots att ett vittne uppgett att Carter inte var den skyldige dömdes han till livstids fängelse. Tillsammans med sin påstådde medbrottsling John Artis fick han sedan en ny rättegång 1976, men befanns skyldig även då. Efter överklagan i federal domstol, där hans advokater hävdade att polisen i Paterson var skyldig till en rasistisk sammansvärjning, hävdes fängelsedomen mot Carter 1985. Åklagarmyndigheten i Paterson förnyade inte åtalet, och Carter var härefter en fri man.
Carter satt i fängelse under drygt 19 år innan han blev friad. Bakom den friande domen anses en ung kanadensare vid namn Lesra Martin, som läst Carters självbiografiska bok, vara en viktig faktor. Carter bodde sedan i Toronto i Kanada och jobbade fram till 2005 för en fond för felaktigt dömda. 
Den 12 november 2010 var Rubin Carter en av gästerna i den svensk/norska talkshowen Skavlan på SVT.
Han avled den 20 april 2014 i prostatacancer, 76 år gammal.

## Populärkultur
- 1976 gav Bob Dylan ut sin skiva Desire där låten Hurricane finns med.
- Filmen The Hurricane från 1999 med Denzel Washington, handlar om Rubin Carter.
- Thrash Metal-bandet Cavalera Conspiracys låt "I Speak Hate" från albumet Blunt Force Trauma handlar om Hurricane.